# 日空航空
日空航空株式會社（日语：／ Ea nippon kabushiki gaisha */?），簡稱「日空航空」，是日本全日本空輸的子公司。該公司原為成立於1974年的「日本近距離航空」，後於1987年被全日空集團收購，同時更用現名，直至2012年4月1日併入停止營運。

## 概況
作為全日空集團的子公司，日空航空與日本航空旗下的日本亞細亞航空一樣，在2007年《台日航空協定》修訂之前，均受政治因素和中國大陸方面要求所限制，只能於名義上代替母公司經營往來台灣的航線。2008年4月1日起，日方將原指定的日空航空改為其母公司全日空。原使用EL為航班代號也變更為NH。另外代替母公司飛航少部份國際航線。
日空航空旗下的機隊，在機身塗裝風格與配色上大致採用與母公司全日空看齊，僅能從機身上的公司名稱作區隔。其中隸屬於日空航空的飛機，機身上採用的是「Air Nippon」的公司英文名，並搭配垂直尾翼上的公司縮寫「ANK」，相較於隸屬全日空旗下的飛機，機身上是寫的是日文漢字「全日空」與英文「All Nippon Airways」，與垂直尾翼上的「ANA」字樣。但2003年之後，為了統一企業形象，無論是日空航空還是全日空的飛機，都陸續換裝統一風格的塗裝，機身上的字樣改為「ANA」的縮寫，機尾垂直尾翼上也清一色標示「ANA」，因此要分辨隸屬於日空航空的飛機，只能從機身側面ANA字樣後方是否多出一排「Air Nippon」作判斷。
日空航空於2012年4月1日與母公司全日空合併，以全日空為存續企業，日空航空旗下所有航機都收歸至全日空之機隊當中。

## 現役機隊
- 波音737-500：5架
- 波音737-700：15架
- 波音737-700ER：2架（公務機）
- 波音737-800：16架
- 空中巴士A320：3架

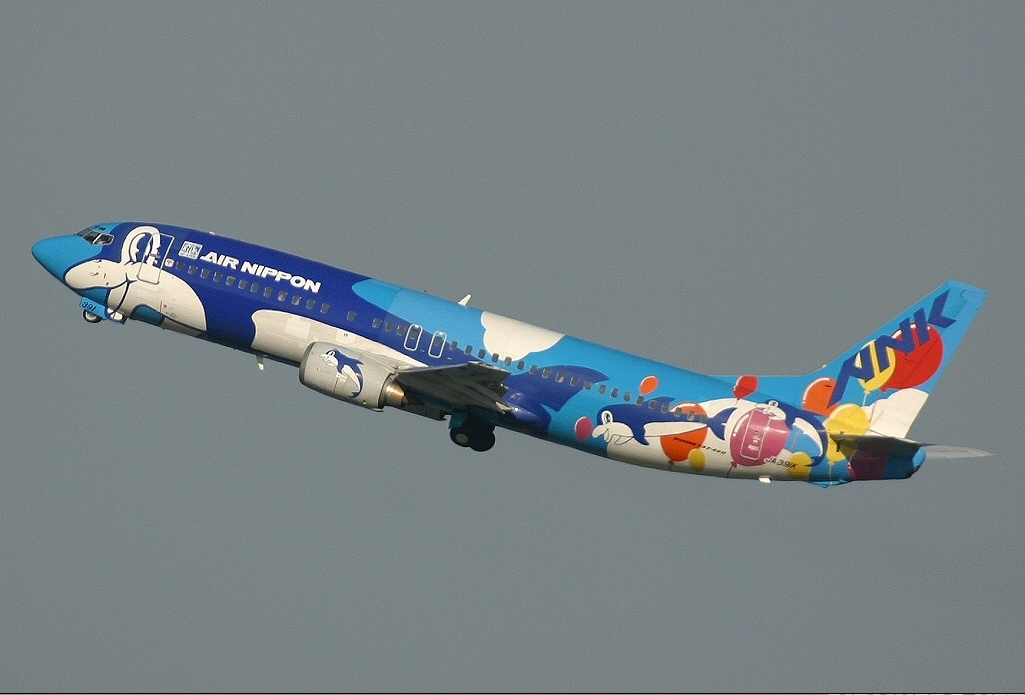
日空航空波音737-4Y0「島海豚」（Island Dolphin）彩繪機。（2004年時攝於羽田機場）
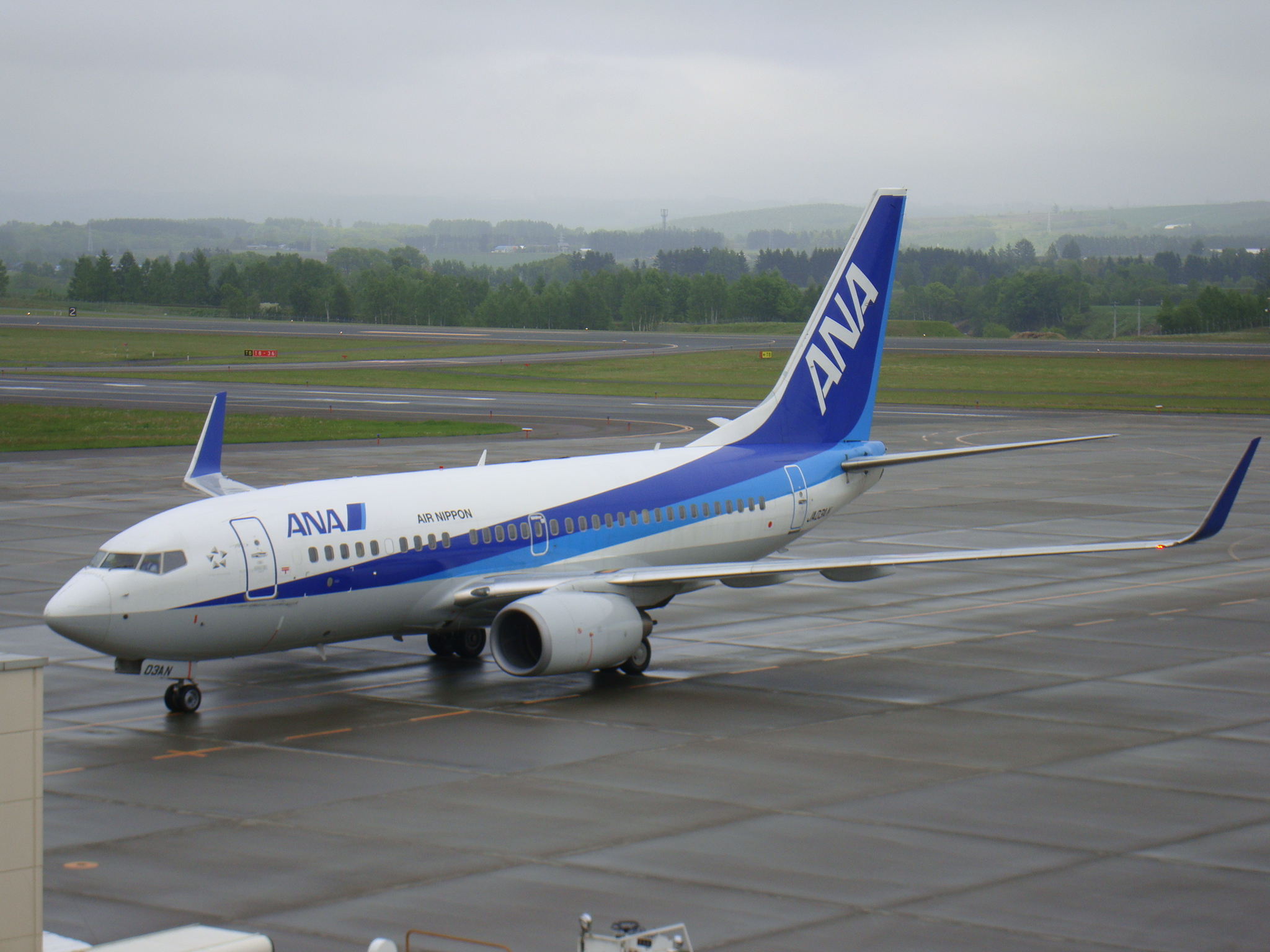
日空航空波音737-700，採用與全日空一樣的新塗裝設計，唯一的辨識方式是日空航空的飛機會在機身側面「ANA」字樣後方，多加上一排「Air Nippon」字樣。
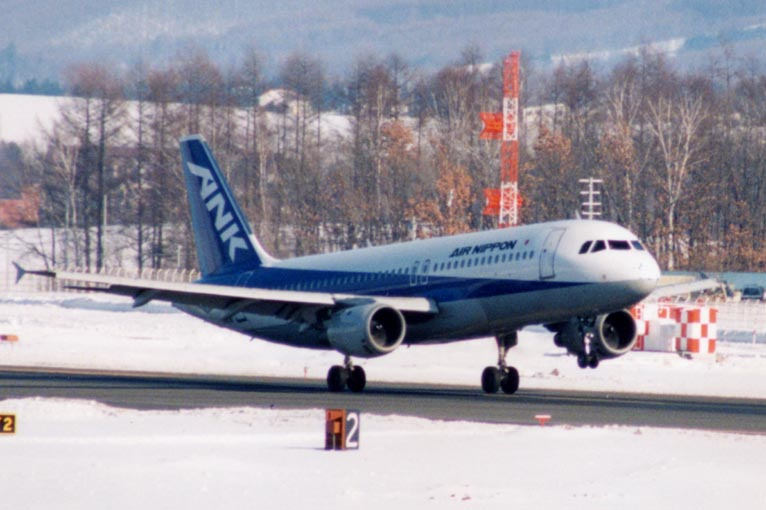
空中巴士A320-200的日空航空塗裝。
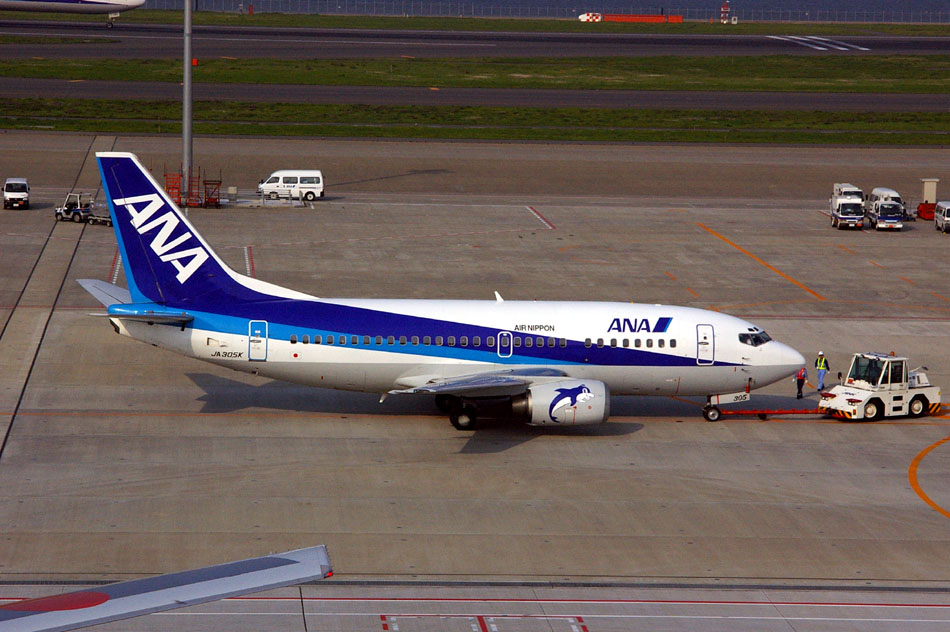
日空航空波音737-500新塗裝，機尾垂直尾翼上漆繪著與母公司全日本空輸同樣的「ANA」字樣，但機身塗裝細節略有不同。（2005年時攝於羽田機場）
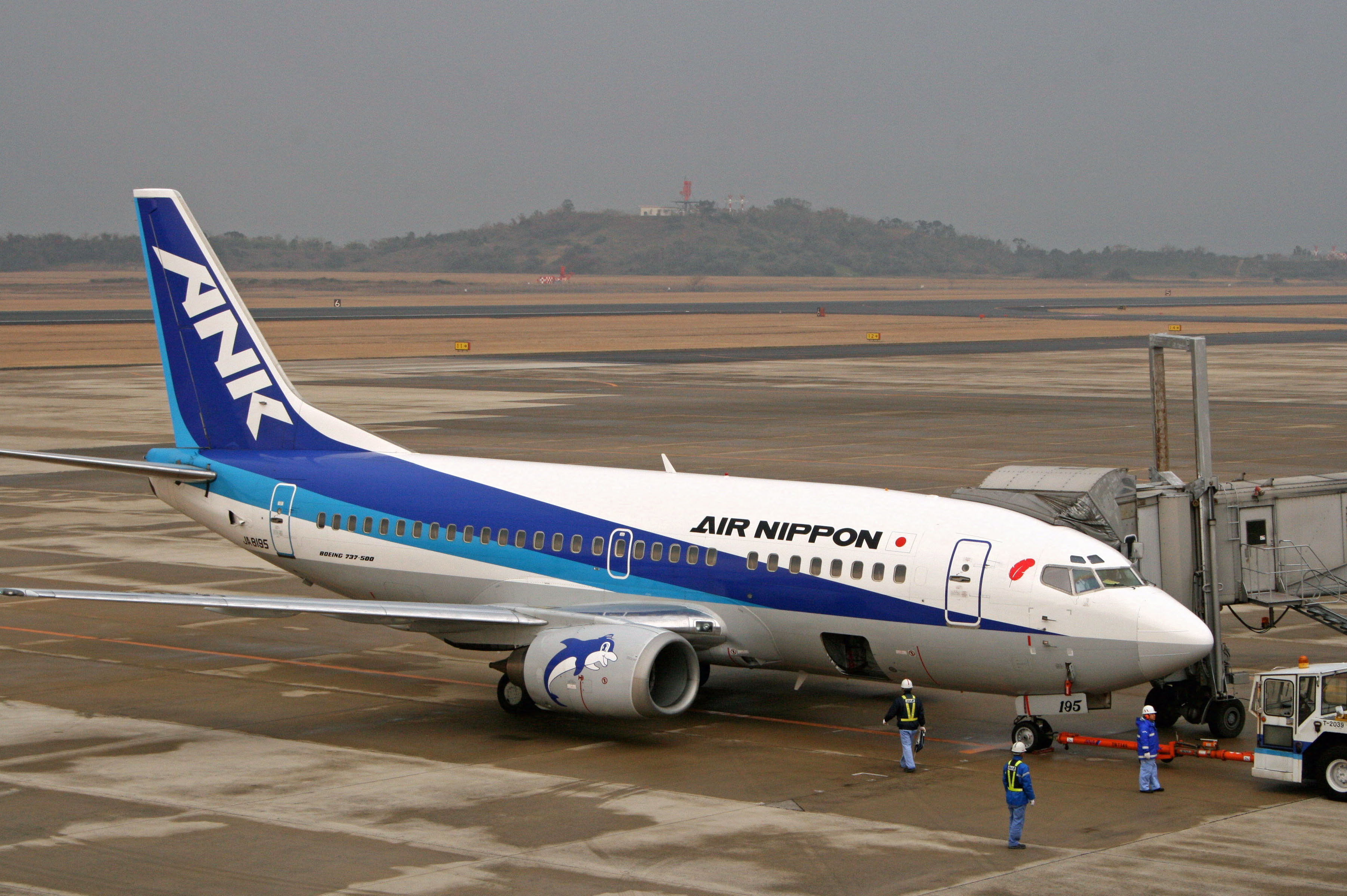
日空航空波音737-500舊塗裝， 機尾垂直尾翼上仍是代表日空航空的「ANK」字樣。（2007年時攝於長崎機場）
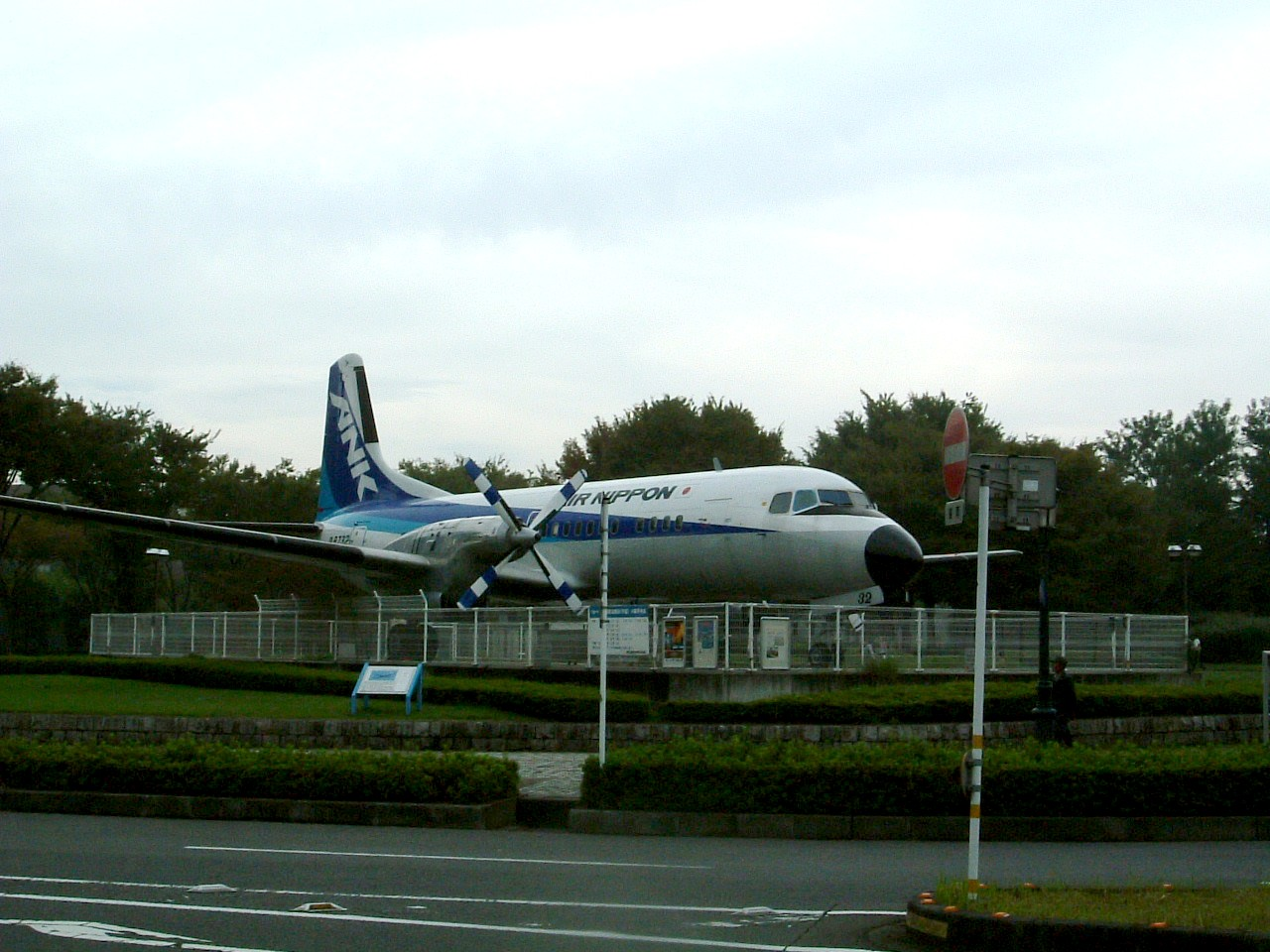
日空航空早期操作過的日本國產YS-11，退役後靜態展示於埼玉縣所澤市境內的所澤航空紀念公園內。

## 航線

### 國際線
原以日空航空名義飛航的台灣航線，從2008年4月起改回母公司名義飛航。
代飛全日空的國際線：
- 成田國際機場－印度孟買賈特拉帕蒂·希瓦吉國際機場、廣州白雲國際機場、成都雙流國際機場
- 關西國際機場－青島流亭國際機場、廈門高崎國際機場
- 中部國際機場－天津濱海國際機場、廣州白雲國際機場

### 國內線
全日空集團的幹線、地方機場航線。

## 機艙服務
艙內服務皆按照全日空的服務基準執行，機艙服務員之制服與全日空相同。